# Пелликула
Пелликула (лат. pellicula, уменьш. от pellis — «шкура», «кожа») — особый тип покровов у некоторых протист. Представляет собой подстилающий плазмалемму слой плоских мембранных пузырьков ― альвеол. Наличие пелликулы рассматривается как синапоморфия Apicomplexa, Ciliophora и Dinoflagellata, которая позволяет объединять эти три группы в монофилетическую группу Alveolata.
Пелликулой называют и внешний защитный слой цитоплазмы у эвгленовых и золотистых водорослей. Эвглена зелёная способна поглощать питательные вещества через пелликулу.
Другое значение слова — плёнчатая кожура семени.
Пелликулой также называют тонкий белковый слой на поверхности рыльца у цветковых растений; белки пелликулы взаимодействуют с белками наружней оболочки пыльцевого зерна, в одних случаях способствуя прорастанию пыльцевой трубки, в других, наоборот, препятствуя ему.